# 和泉郡
- 令制国一覧 > 畿内 > 和泉国 > 和泉郡
- 日本 > 近畿地方 > 大阪府 > 和泉郡

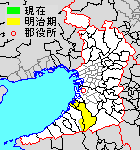
大阪府和泉郡の範囲

和泉郡（いずみぐん）は、かつて和泉国・堺県・大阪府にあった郡。泉郡と表記することも多く、近世にはほとんど泉郡と表記されている。

## 郡域
1880年（明治13年）に行政区画として発足した当時の郡域は、現在の行政区画では概ね以下の区域に相当する。
- 和泉市
- 泉大津市（埋立地を除く）
- 岸和田市（内畑町、大沢町）
- 泉北郡忠岡町（埋立地を除く）

## 歴史

### 古代
- もとは河内国に属した。
- 716年（霊亀2年） - 和泉監に属す。
- 740年（天平12年） - 再び河内国に属す。
- 757年（天平宝字元年） - 和泉国に属す。

#### 郷
『和名類聚抄』に記される郡内の郷。
- 信太郷
- 上泉郷
- 下泉郷
- 軽部郷
- 坂本郷
- 池田郷
- 八木郷
- 山直郷
- 掃守郷
- 木島郷

#### 式内社
『延喜式』神名帳に記される郡内の式内社。
| 神名帳              | 神名帳                       | 神名帳 | 神名帳 | 比定社         | 比定社                 | 比定社           | 集成 |
| 社名                | 読み                         | 格     | 付記   | 社名           | 所在地                 | 備考             | 集成 |
| ------------------- | ---------------------------- | ------ | ------ | -------------- | ---------------------- | ---------------- | ---- |
| 和泉郡 28座（並小） |                              |        |        |                |                        |                  |      |
| 男乃宇刀神社 二座   | ヲノウトノ                   | 小     |        | 男乃宇刀神社   | 大阪府和泉市仏並町     |                  |      |
| 博多神社            | ハカタノ                     | 小     |        | 伯太神社       | 大阪府和泉市伯太町     |                  |      |
| 夜疑神社            | ヤキノ                       | 小     |        | 夜疑神社       | 大阪府岸和田市中井町   |                  |      |
| 泉穴師神社 二座     | -アナシノ                    | 小     |        | 泉穴師神社     | 大阪府泉大津市豊中町   | 和泉国二宮       |      |
| 兵主神社            |                              | 小     |        | 兵主神社       | 大阪府岸和田市西之内町 |                  |      |
| 粟神社              | アハノ                       | 小     |        | 合祀：大津神社 | 大阪府泉大津市若宮町   |                  |      |
| 曽祢神社            | ソネノ                       | 小     |        | 曽彌神社       | 大阪府泉大津市曽根町   |                  |      |
| 泉井上神社          | -ヰノヘノ イツミノヰノウヘノ | 小     |        | 泉井上神社     | 大阪府和泉市府中町     |                  |      |
| 阿理莫神社          | アリホノ アリマ              | 小     |        | 阿里莫神社     | 大阪府貝塚市久保       |                  |      |
| 山直神社            | ヤマナヲノ -ナホ             | 小     |        | 山直神社       | 大阪府岸和田市内畑町   |                  |      |
| 矢代寸神社 二座     | ヤシロノ-                    | 小     |        | 矢代寸神社     | 大阪府岸和田市八田町   |                  |      |
| 穂椋神社            | ホクラノ                     | 小     |        | 合祀：春日神社 | 大阪府和泉市三林町     |                  |      |
| 和泉神社            | イツミノ                     | 小     |        | 和泉神社       | 大阪府和泉市府中町     | 泉井上神社境内社 |      |
| 楠本神社            | クスモトノ                   | 小     |        | 楠本神社       | 大阪府岸和田市包近町   |                  |      |
| 淡路神社            | アハチノ                     | 小     |        | 淡路神社       | 大阪府岸和田市摩湯町   |                  |      |
| 意賀美神社          | オカミノ                     | 小     |        | 意賀美神社     | 大阪府岸和田市土生滝町 |                  |      |
| 波多神社            | ハタノ                       | 小     |        | 波多神社       | 大阪府岸和田市畑町     |                  |      |
| 積川神社 五座       | ツガハノ ツミ-               | 小     | 鍬     | 積川神社       | 大阪府岸和田市積川町   | 和泉国四宮       |      |
| 丸笠神社            | マロカサ                     | 小     |        | 丸笠神社       | 大阪府和泉市伯太町     | 伯太神社境外社   |      |
| 旧府神社            | フルフノ キウフ              | 小     | 鍬     | 舊府神社       | 大阪府和泉市尾井町     | 信太森神社境外社 |      |
| 聖神社              | ヒシリノ                     | 小     | 鍬     | 聖神社         | 大阪府和泉市王子町     | 和泉国三宮       |      |
| 凡例を表示          |                              |        |        |                |                        |                  |      |

### 中世
13世紀頃 - 八木、山直、掃守、木島の4郷を南郡として分割。

### 近世
- 「旧高旧領取調帳」に記載されている明治初年時点での支配は以下の通り。●は村内に寺社領が、○は寺社等の除地（領主から年貢免除の特権を与えられた土地）が、◆は御旅所（同左）が存在。なお旧高旧領取調帳では岸和田藩領分が助松村、一条院村、宇多大津村の3村にあり、後に岸和田県管轄と記載しているが、「大阪府全志」[1]や「角川地名辞典」などではこれらもすべて岸和田藩預地だったとする。（85村）

| 知行         | 知行                                                       | 村数 | 村名 |
| ------------ | ---------------------------------------------------------- | ---- | --- |
| 幕府領       | 幕府領（小堀数馬支配所）                                   | 3村  | ○福瀬村、○北田中村、○岡村 |
| 幕府領       | 幕府領（松永善之助支配所）                                 | 1村  | ●槙尾山 |
| 幕府領       | 幕府領（岸和田藩預地）                                     | 1村  | ○宇多大津村 |
| 幕府領       | 幕府儒官林氏                                               | 1村  | 尾井千原村 |
| 幕府領       | 一橋徳川家                                                 | 39村 | ○池田下村、○坂本村、坂本新田、伏屋新田、○万町村、○浦田村、舞村、○上代村、○上村、○王子村、○富秋村、○太村、○◆中村、○千原村、○二田村、○北曽根村、○南曽根村、○森村、南王子村、○今在家村、○桑原村、○府中村、○黒鳥村、○池浦村、○辻村、○穴田村、○虫取村、○長井村、宮村、○上馬瀬村、○下馬瀬村、○寺田村、○寺門村、○今福村、○観音寺村、○小田村、○内畑村、○箕形村、綾井村 |
| 藩領         | 下総関宿藩                                                 | 15村 | ○室堂村、○和田村、○黒石村、鍛冶屋村、○平井村、○納花村、○春木村、○久井村、○下宮村、○国分村、○唐国村、○●松尾寺村、○内田村、○九鬼村、○小野田村 |
| 藩領         | 和泉吉見藩                                                 | 8村  | ○父鬼村、○若樫村、○南面利村、○善正村、○大野村、○仏並村、○坪井村、●○大沢村 |
| 藩領         | 和泉伯太藩                                                 | 4村  | ○春木川村、○伯太村、○板原村、○下条大津村 |
| 藩領         | 大和小泉藩                                                 | 4村  | ○池上村、○肥子村、○豊中村、○北出村 |
| 藩領         | 山城淀藩                                                   | 4村  | 井ノ口村、○忠岡村、○高月村、○和気村 |
| 藩領         | 和泉岸和田藩                                               | 2村  | ○助松村、○一条院村 |
| 幕府領・藩領 | 幕府領（小堀）・関宿藩                                     | 1村  | ○三林村 |
| その他       | 熊本藩家臣長岡氏・医師施薬院宗伯・幕府儒官林氏・一橋徳川家 | 1村  | ○尾井村 |
| その他       | 寺社除地                                                   | 1村  | 小野新田 |

### 近代
- 1868年（慶応4年）
  - 1月22日 - 新政府が大坂町奉行の管轄地域に大坂鎮台を設置。幕府領・旗本領などを管轄。
  - 1月27日 - 大坂鎮台を大坂裁判所に改称。
  - 5月2日 - 大坂裁判所が廃止され、大阪府の管轄となる。
  - 6月22日 - 大阪府のうち和泉国の管轄地域が分立し、堺県が発足。
- 明治初年
  - 吉見藩領のうち仏並村および大野村の一部が堺県の管轄となる。
  - 幕府領のうち福瀬村・北田中村が吉見藩の管轄となる。
- 1869年（明治2年）
  - 2月 - 関宿藩領が堺県に移管。
  - 8月 - 一橋徳川家領が堺県に移管。
- 1870年（明治3年）
  - 2月 - 岸和田藩預地が堺県に移管。この時堺県へ移管された村名には助松村、一条院村、宇多大津村も含まれ、本郡内の岸和田藩領(または預地)は消滅[1]。
- 1871年（明治4年）
  - 7月14日 - 廃藩置県により藩領が吉見県、伯太県、小泉県、淀県となる。
  - 11月22日 - 第1次府県統合により全域が堺県の管轄となる。
- 1874年（明治7年）1月22日 - 大区小区制の堺県での施行により、和泉国第2大区となる。
- 1875年（明治8年） - 上馬瀬村・下馬瀬村が合併して馬瀬村となる。（84村）
- 1880年（明治13年）
  - 4月15日 - 郡区町村編制法の堺県での施行により、行政区画としての和泉郡が発足。堺区大町東4丁の祥雲寺に「湊郡役所」が設置され、大鳥郡とともに管轄したが、まもなく「大鳥和泉郡役所」に改称。同日大区小区制廃止。
- 1881年（明治14年）2月7日 - 第2次府県統合により大阪府の管轄となる。郡役所を大鳥郡長承寺村に移転。
- 1887年（明治20年） - 辻村・長井村が合併して我孫子村となる。（83村）

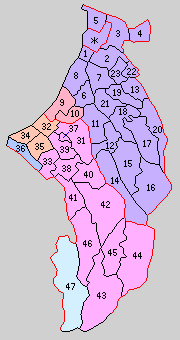
31.信太村 32.上条村 33.国府村 34.大津村 35.穴師村 36.忠岡村 37.南王子村 38.郷荘村 39.伯太村 40.北池田村 41.北松尾村 42.南池田村 43.南横山村 44.東横山村 45.西横山村 46.南松尾村 47.山滝村 （桃：和泉市 橙：泉大津市 水色：岸和田市 青：合併なし。1 - 23は大鳥郡 ＊は発足時の堺市）

- 1889年（明治22年）4月1日 - 町村制の施行により、以下の各村が発足。特記以外は現・和泉市。（17村）
  - 信太村 ← 太村、中村、上村、舞村、上代村、王子村、尾井村、富秋村、小野新田
  - 上条村 ← 助松村、千原村、尾井千原村、森村、綾井村、南曽根村、北曽根村、二田村（現・泉大津市）
  - 国府村 ← 府中村、井ノ口村、肥子村、和気村、小田村
  - 大津村 ← 下条大津村、宇多大津村（現・泉大津市）
  - 穴師村 ← 池浦村、豊中村、板原村、我孫子村、穴田村、宮村、虫取村（現・泉大津市）
  - 忠岡村 ← 忠岡村、馬瀬村、北出村、高月村（現・忠岡町）
  - 南王子村（単独村制）
  - 郷荘村 ← 今在家村、観音寺村、桑原村、一条院村、坂本村、寺門村、今福村
  - 伯太村 ← 伯太村、池上村、黒鳥村
  - 北池田村 ← 池田下村、坂本新田、伏屋新田、室堂村
  - 北松尾村 ← 唐国村、寺田村、箕形村、内田村
  - 南池田村 ← 納花村、万町村、和田村、三林村、浦田村、鍛冶屋村、平井村、国分村、黒石村
  - 南横山村 ← 父鬼村、大野村
  - 東横山村 ← 福瀬村、岡村、九鬼村、槙尾山、善正村、南面利村
  - 西横山村 ← 小野田村、下宮村、北田中村、坪井村、仏並村
  - 南松尾村 ← 久井村、春木村、松尾寺村、若樫村、春木川村
  - 山滝村 ← 内畑村、大沢村（現・岸和田市）
- 1896年（明治29年）4月1日 - 郡制の施行により、大鳥郡・和泉郡の区域をもって泉北郡を設置。同日和泉郡廃止。

## 行政
湊郡長→堺県大鳥・和泉郡長
| 代 | 氏名     | 就任年月日                | 退任年月日               | 備考         |
| -- | -------- | ------------------------- | ------------------------ | ------------ |
| 1  | 小菅清直 | 明治13年（1880年）4月16日 | 明治14年（1881年）2月6日 | 大阪府に移管 |

大阪府大鳥・和泉郡長
| 代 | 氏名     | 就任年月日                 | 退任年月日                 | 備考                           |
| -- | -------- | -------------------------- | -------------------------- | ------------------------------ |
| 1  | 小菅清直 | 明治14年（1881年）2月7日   | 明治14年（1881年）2月24日  |                                |
| 2  | 大草三重 | 明治14年（1881年）2月25日  | 明治14年（1881年）8月26日  | 病死                           |
| 3  | 森田稔   | 明治14年（1881年）9月5日   | 明治16年（1883年）11月22日 |                                |
| 4  | 松山範治 | 明治16年（1883年）11月22日 | 明治17年（1884年）10月1日  |                                |
| 5  | 鈴木信道 | 明治17年（1884年）10月1日  | 明治19年（1886年）8月25日  |                                |
| 6  | 小向寛雄 | 明治19年（1886年）8月25日  | 明治20年（1887年）11月29日 |                                |
| 7  | 桜井義起 | 明治20年（1887年）11月29日 | 明治22年（1889年）9月11日  |                                |
| 8  | 島田祐信 | 明治22年（1889年）9月11日  | 明治26年（1893年）5月31日  |                                |
| 9  | 川越重徳 | 明治26年（1893年）5月31日  | 明治29年（1896年）3月31日  | 大鳥郡との合併により和泉郡廃止 |